# Colònia Estamariu
La Colònia Estamariu és una colònia tèxtil protegida com a bé cultural d'interès local a Ripoll (Ripollès). És coneguda també com a Colònia Ballvé, Colònia Badia o el Pla d'Estamariu.

## Descripció
La colònia de Can Badia construïda a l'última meitat del segle xix és la mostra més important de la nova imatge que incorpora el Ripoll industrial. El conjunt industrial és format per quatre fàbriques, habitatges per als treballadors i un gran canal de 4.500 m. Conforma la façana quatre edificis d'habitatges entre les quals s'obre l'accés a les naus industrials situades exactament darrere d'aquests. Els habitatges adopten elements neoclàssics amb una composició simple i ordenada a la façana. Construïts de maçoneria arrebossada tot imitant un encoixinat de pedra en el basament i en les tires verticals que emmarquen els balcons. Sorprèn la racionalitat de la planta de les cases -màxima il·luminació i ventilació- i l'homogeneïtat en les distintes cambres.

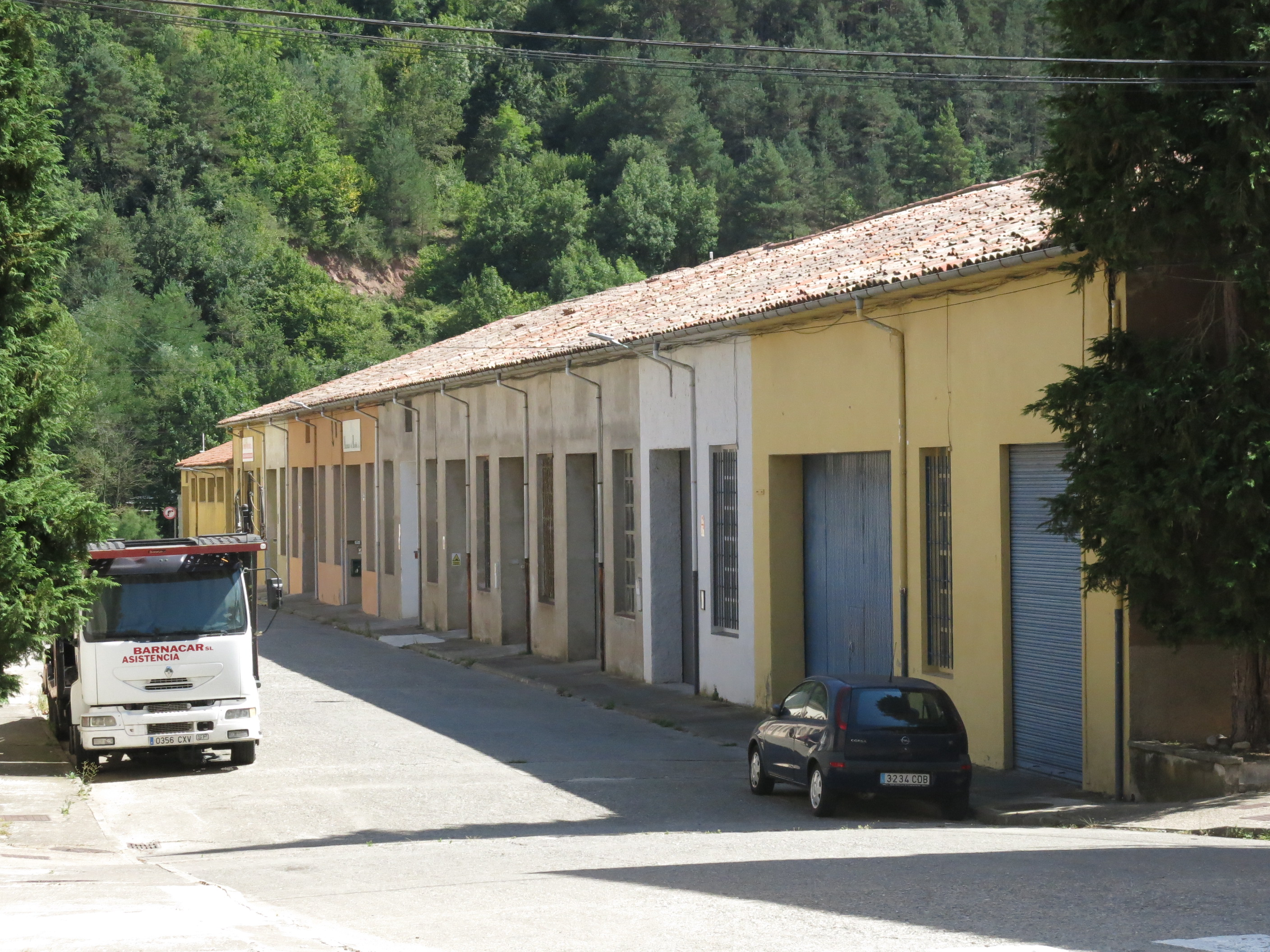
Naus del carrer Ramon Jordana

Les naus industrials de grans dimensions utilitzen la façana com a mitjà d'il·luminació. Són construïdes a tres crugies que suporten pilars de ferro colat. El teulat és construït amb encavallades de fusta d'imaginativa factura estructural.

## Història
La construcció de la colònia data de 1892-1894. Les obres de construcció van ser dirigides pel contractista Antoni Folcrà, amb l'ajut d'Agustí Badia. Els Badia, industrials procedents de Sabadell, es van instal·lar a Ripoll al final del segle xix per aprofitar l'aigua del Ter i del Freser com a font d'energia per a les seves fàbriques de llana. El conjunt industrial, integrat avui al nucli urbà de Ripoll, es conserva bé gràcies a la restauració efectuada l'any 1984 en el conjunt d'habitatges, a càrrec de l'arquitecte Ramon Fuster i Bru, d'Olot. Arran d'aquesta remodelació es van obrir obertures a les façanes laterals a fi d'accedir a garatges.